# Severino de las Alas

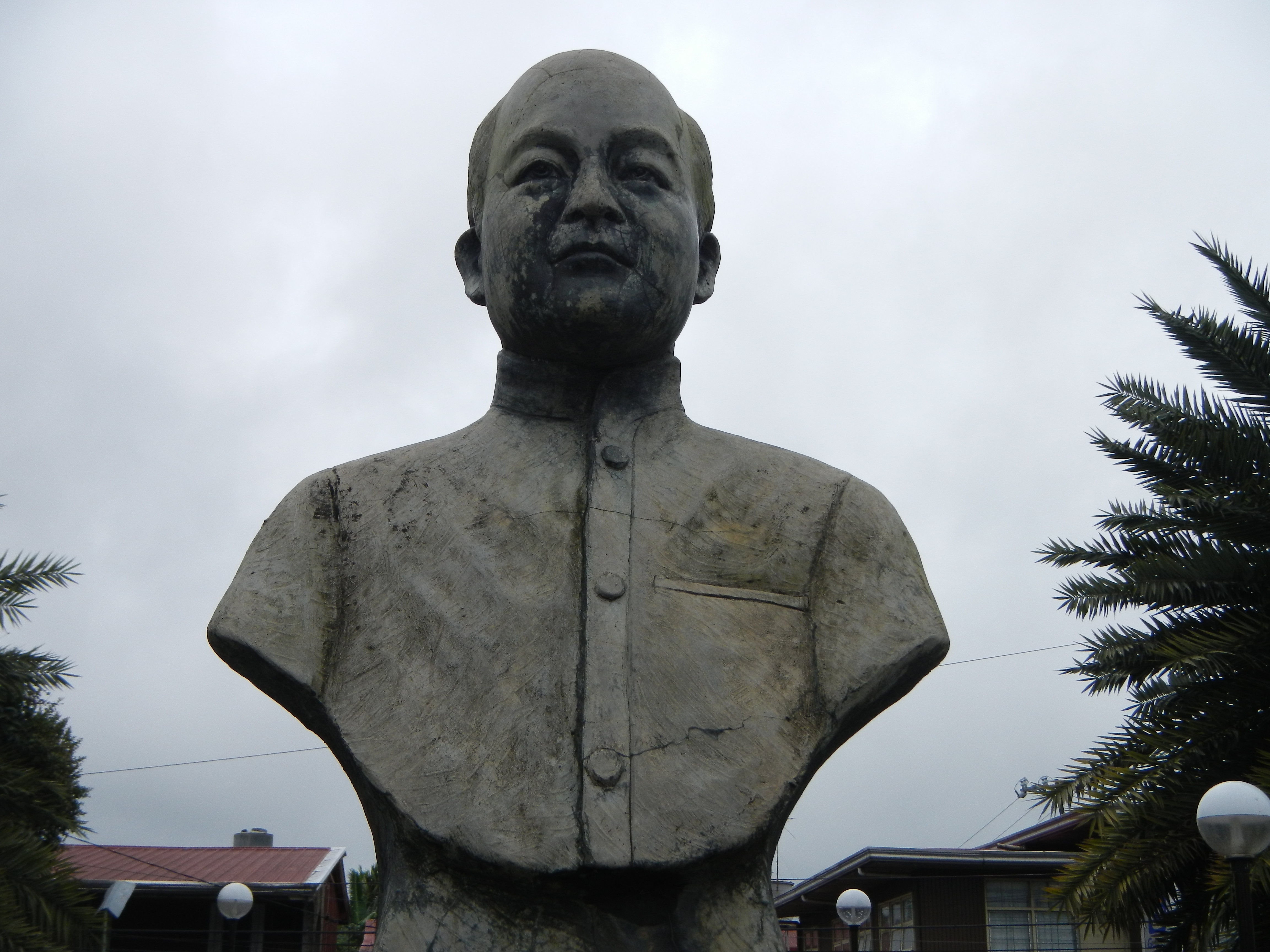
Een buste van De las Alas in Indang, Cavite

Severino de las Alas (Indang, 9 oktober 1871 – 4 november 1918) was een Filipijns patriot en onafhankelijkheidsstrijder. Hij was lid van de ondergrondse revolutionaire beweging Katipunan en een van de medeondertekenaars van het Pact van Biak-na-Bato en kabinetslid van de revolutionaire regering van Emilio Aguinaldo.

## Biografie
Severino de las Alas werd geboren op 8 januari 1851 in Indang in de provincie Cavite. Zijn ouders waren Eugenio de las Alas en Evarita Mojica. Na het voltooien van zijn middelbare schoolopleiding aan het Colegio de San Juan de Letran studeerde hij rechten en behaalde hij een Bachelor-diploma rechten aan de University of Santo Tomas. Na zijn studie doceerde De las Alas aan diverse privéscholen. Ook startte hij een nieuwe afdeling van het Colegio de San Juan de Letran in zijn geboorteplaats Indang.
Bij de uitbraak van de Filipijnse Revolutie sloot De las Alas zich aan bij de Katipunan. Hij zette zich in om de twee fracties waarin de beweging uiteenviel te verenigen. Nadat de Spanjaarden zijn geboorte- en woonplaats Indang veroverden sloot De las Alas zich aan bij de militaire staf van generaal Emilio Aguinaldo. Op 14 december 1897 was hij een van de ondertekenaars van het Pact van Biak-na-Bato. Later werd De las Alas nog benoemd tot Director of Interior in het revolutionaire kabinet van Aguinaldo.
In 1901 keerde De las Alas samen met Mariano Trias en Ladislao Diwa terug naar Indang en gaf hij zich uiteindelijk in Santa Cruz de Malabon formeel over aan de nieuwe koloniale bewindhebbers, de Amerikanen. Nadien was hij twee termijnen burgemeester (municipal president) en stelde hij zich nog een keer kandidaat als gouverneur van Cavite. Hij verloor deze verkiezingen eind 1909 echter van Tomas Mascardo. 
De Las Alas overleed in 1918 op 67-jarige leeftijd. Hij was getrouwd met Agrifina Teciel. Samen kregen ze twee kinderen.